# Haftung kommunaler Mandatsträger
Kommunale Mandatsträger treffen Entscheidungen, die finanzielle Folgen für die Kommune induzieren. Sind die Entscheidungen zum finanziellen Nachteil der Kommune, wenn beispielsweise Regressforderungen an die Kommune gestellt werden (Staatshaftungsrecht) oder wenn nach einem Grundstückskauf durch die Kommune beispielsweise hohe Sanierungskosten anfallen, dann ist zu prüfen, inwieweit die kommunalen Mandatsträger persönlich zur finanziellen Haftung mit ihrem Privatvermögen herangezogen werden können bzw. herangezogen werden müssen.
Gemeinde- und Stadtratsmitglieder sowie Kreistagsabgeordnete sind ehrenamtlich tätige kommunale Mandatsträger. Sie sind nicht an Aufträge und Weisungen gebunden (vgl. etwa § 43 Abs. 1 GO NRW). Vielmehr sind sie zum freien Handeln verpflichtet, welches sich ausschließlich nach dem Gesetz und der durch Rücksicht auf das öffentliche Wohl bestimmten Überzeugung richten darf. Sie haben die gleichen Sorgfaltspflichten wie hauptamtliche Amtsträger. Die Rechtsprechung stellt hohe Anforderungen an die Sorgfaltspflichten der kommunalen Mandatsträger. D. h., deren Entscheidungen müssen sorgfältig vorbereitet und mögliche Konsequenzen müssen abgewogen sein. Bei fehlender Sach- oder Rechtskenntnis müssen Auskünfte, z. B. bei externen Fachleuten, eingeholt werden. Obwohl kommunale Mandatsträger meistens juristische und fachliche Laien sind, gilt für sie kein milderer Maßstab.
Wirkt nun ein kommunaler Mandatsträger an einem Beschluss mit, der zu einem Handeln der Kommune führt, aus dem dieser ein Vermögensschaden entsteht, muss der kommunale Mandatsträger aufgrund des allgemeinen Wirtschaftlichkeitsgebotes in Regress genommen werden (Innenhaftung), sofern ihn qualifiziertes Verschulden, d. h. Vorsatz oder grobe Fahrlässigkeit, trifft und keine Exculpationsgründe vorliegen (Art. 34 S. 2 Grundgesetz).
Der kommunale Mandatsträger handelt vorsätzlich, wenn er die schädigende Wirkung des Beschlusses kennt und diese herbeiführen möchte oder zumindest billigend in Kauf nimmt. Grobe Fahrlässigkeit liegt lt. Beschluss des Bundesgerichtshofes vor, wenn allgemein zugängliche Informationen nicht beachtet werden oder wenn naheliegende Fragen nicht gestellt bzw. naheliegende Überlegungen nicht angestellt wurden.